# Tratamiento térmico

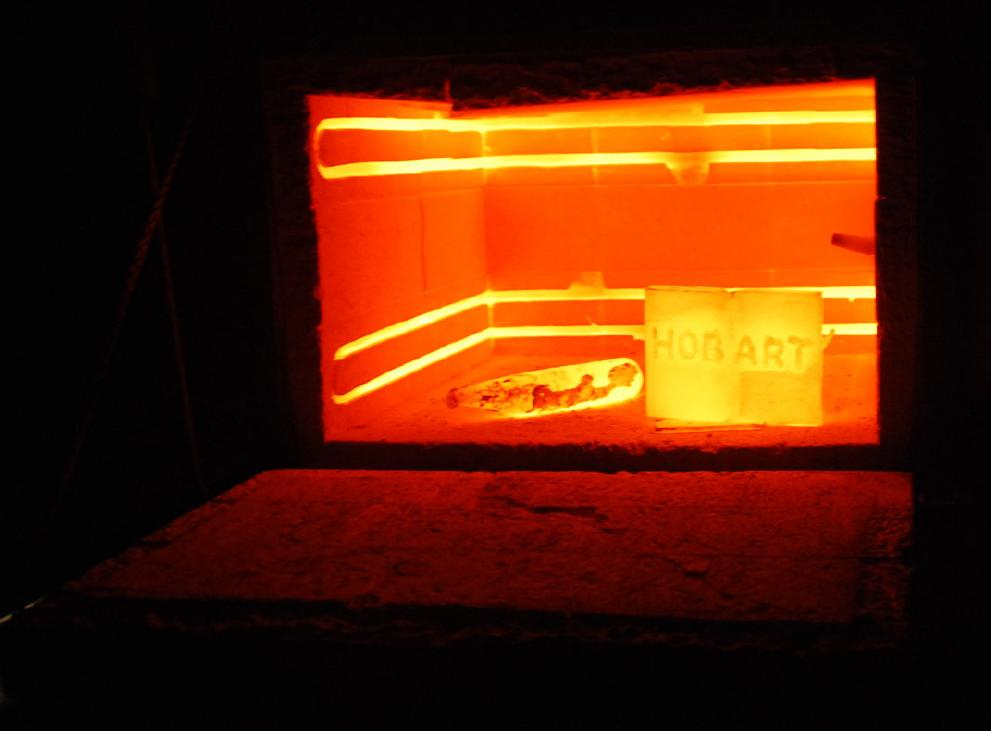
Horno de tratamiento térmico a 980 °C.

Se conoce como tratamiento térmico cuando las aleaciones de metales son sometidas bajo condiciones bruscas de temperatura alta y enfriamiento repentino, tiempo de permanencia, velocidad, presión, siempre y cuando la alineación de los metales o las aleaciones se encuentre en estado sólido, con el fin de mejorar sus propiedades mecánicas, especialmente la dureza, la resistencia y la elasticidad. Los materiales a los que se aplica el tratamiento térmico son, básicamente, el acero, el vidrio y la fundición, formados por hierro y carbono. También se aplican tratamientos térmicos diversos a los cerámicos y maderas.

## Propiedades mecánicas
Las características mecánicas de un material dependen tanto de su composición química como de la estructura cristalina que tenga. Los tratamientos térmicos modifican esa estructura cristalina sin la composición química, mediante un proceso de calentamientos y enfriamientos sucesivos hasta conseguir la estructura cristalina deseada.
Entre estas características están:
- Resistencia al desgaste: Es la resistencia que ofrece un material a dejarse erosionar cuando está en contacto de fricción con otro material.
- Tenacidad: Es la capacidad que tiene un material de absorber energía sin producir fisuras (resistencia al impacto).
- Maquinabilidad: Es la facilidad que posee un material de permitir el proceso de mecanizado por arranque de viruta.
- Dureza: Es la resistencia que ofrece un material para dejarse penetrar o ser rayado. Se mide en unidades Brinell (HB), unidades Rockwell (HRC), Vickers (HV), etc.

### Mejora de las propiedades a través del tratamiento térmico en todas las etapas de la  parte
Las propiedades mecánicas de las aleaciones de un mismo metal, y en particular de los aceros, residen en la composición química de la aleación que los forma y el tipo de tratamiento térmico a los que se les somete. Los tratamientos térmicos modifican la estructura cristalina que forman a los aceros, sin variar la composición química de los mismos.
Esta propiedad debe tener diferentes estructuras de grano con la misma composición química, se llama alotropía y es la que justifica los tratamientos térmicos. Técnicamente, el polimorfismo es la capacidad de algunos materiales de presentar distintas estructuras cristalinas (véase redes de Bravais), con una única composición química. El diamante y el grafito son polimorfismos del carbono. La α-ferrita, la austenita y la δ-ferrita son polimorfismos del hierro. En un elemento químico puro, esta propiedad se denomina alotropía.
Por lo tanto, las diferentes estructuras de grano pueden modificarse, con lo cual se obtienen aceros con nuevas propiedades mecánicas, pero siempre manteniendo la composición química. Estas propiedades varían de acuerdo con el tratamiento que se le dé al acero, dependiendo de la temperatura hasta la cual se lo caliente y de cómo se enfría el mismo. La forma que tendrá el grano y los microconstituyentes que compondrán el acero, sabiendo la composición química del mismo (esto es, porcentaje de carbono y de hierro (Fe3)) y la temperatura a la que se encuentra se puede observar en el diagrama hierro-carbono.
A continuación y a modo de ejemplo, se adjunta una figura que muestra cómo varía el grano a medida que el acero se calienta primero y luego se enfría. Los microconstituyentes a los que antes se hizo referencia son, en este caso, la perlita, la austenita y la ferrita.
En la figura que se adjunta a continuación se puede ver con mayor claridad cómo varía el grano del latón de acuerdo con la variación de temperatura en un tratamiento térmico.
Esto será posible si se lleva a cabo el control del tratamiento térmico, para comprobar si el proceso cumple con todos los requisitos técnicos que se requieren en el control de calidad. Este control se realiza en todas las etapas de la producción, teniendo en cuenta el control de calidad de los materiales iniciales, el control de los procesos tecnológicos del tratamiento térmico y el control de la producción del taller de tratamiento térmico.

### Propiedades mecánicas del acero
El acero es una aleación de hierro y carbono que contiene otros elementos de aleación, los cuales le confieren propiedades mecánicas específicas para su utilización en la industria metalmecánica.
Los otros principales elementos de composición son el cromo, el wolframio, el manganeso, el níquel, el vanadio, el cobalto, el molibdeno, el cobre, el azufre y el fósforo. A estos elementos químicos que forman parte del acero se les llama componentes, y a las distintas estructuras cristalinas o a la combinación de ellas, constituyentes.
Los elementos constituyentes, según su porcentaje, ofrecen características específicas para determinadas aplicaciones, como herramientas, cuchillas, soportes, etc. La diferencia entre los diversos aceros, tal como se ha dicho, depende tanto de la composición química de la aleación de los mismos como del tipo de tratamiento térmico.

## Tratamientos térmicos del acero

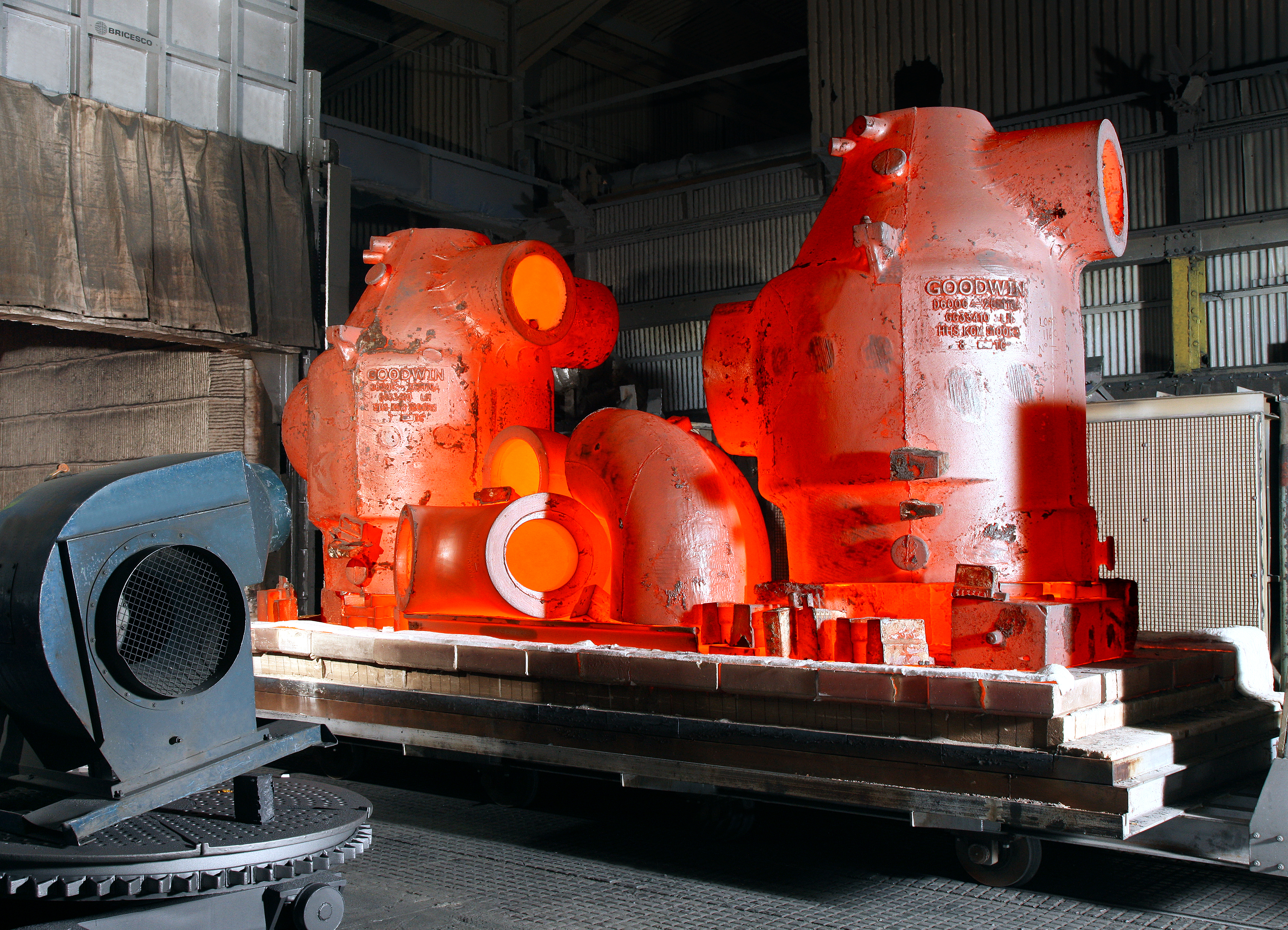
Piezas de fundición de acero después de someterse a un tratamiento térmico de 12 horas a 1200°C.

El tratamiento térmico en el material es uno de los pasos fundamentales para que pueda alcanzar las propiedades mecánicas para las cuales está creado. Este tipo de procesos consisten en el calentamiento y enfriamiento de un metal en su estado sólido para cambiar sus propiedades físicas. Con el tratamiento térmico adecuado se pueden reducir los esfuerzos internos, el tamaño del grano, incrementar la tenacidad o producir una superficie dura con un interior dúctil. La clave de los tratamientos térmicos consiste en las reacciones que se producen en el material, tanto en los aceros como en las aleaciones no férreas, y ocurren durante el proceso de calentamiento y enfriamiento de las piezas, con unas pautas o tiempos establecidos.
Para conocer a qué temperatura debe elevarse el metal para que se reciba un tratamiento térmico es recomendable contar con los diagramas de cambio de fases como el del hierro-carbono. En este tipo de diagramas se especifican las temperaturas en las que suceden los cambios de fase (cambios de estructura cristalina), dependiendo de los materiales diluidos.
Los tratamientos térmicos han adquirido gran importancia en la industria en general, ya que con las constantes innovaciones se van requiriendo metales con mayores resistencias tanto al desgaste como a la tensión. Los principales tratamientos térmicos son:
- Temple: Su finalidad es aumentar la dureza y la resistencia del acero. Para ello, se calienta el acero a una temperatura ligeramente más elevada que la crítica superior Ac (entre 900-950 °C) y se enfría luego más o menos rápidamente (según características de la pieza) en un medio como agua, aceite, etc.
- Revenido: Solo se aplica a aceros posterior de templados, para disminuir ligeramente los efectos del temple, conservando parte de la dureza y aumentar la tenacidad. El revenido consigue disminuir la dureza y resistencia de los aceros templados, se eliminan las tensiones creadas en el temple y se mejora la tenacidad, dejando al acero con la dureza o resistencia deseada. Se distingue básicamente del temple en cuanto a temperatura máxima y velocidad de enfriamiento.
- Recocido: Consiste básicamente en un calentamiento hasta la temperatura de austenización (800-925 °C) seguido de un enfriamiento lento. Con este tratamiento se logra aumentar la elasticidad, mientras que disminuye la dureza. También facilita el mecanizado de las piezas al homogeneizar la estructura, afinar el grano y ablandar el material, eliminando la acritud que produce el trabajo en frío y las tensiones internas.
- Normalizado: Tiene por objetivo dejar un material en estado normal, es decir, ausencia de tensiones internas y con una distribución uniforme del carbono. Se suele emplear como tratamiento previo al temple y al revenido.

## Tratamientos termoquímicos del acero
Los tratamientos termoquímicos son tratamientos térmicos en los que, además de los cambios en la estructura del acero, también se producen cambios en la composición química de la capa superficial, añadiendo diferentes productos químicos hasta una profundidad determinada. Estos tratamientos requieren el uso de calentamiento y enfriamiento controlados en atmósferas especiales.
Entre los objetivos más comunes de estos tratamientos están aumentar la dureza superficial de las piezas, dejando el núcleo más blando y tenaz; disminuir el rozamiento aumentando el poder lubrificante; aumentar la resistencia al desgaste; aumentar la resistencia a la fatiga o aumentar la resistencia a la corrosión.
- Cementación (C): Aumenta la dureza superficial de una pieza de acero dulce, aumentando la concentración de carbono en la superficie. Se consigue teniendo en cuenta el medio o atmósfera que envuelve el metal durante el calentamiento y enfriamiento. El tratamiento logra aumentar el contenido de carbono de la zona periférica, obteniéndose después, por medio de temples y revenidos, una gran dureza superficial, resistencia al desgaste y buena tenacidad en el núcleo.
- Nitruración (N): Al igual que la cementación, aumenta la dureza superficial, aunque lo hace en mayor medida incorporando nitrógeno en la composición de la superficie de la pieza. Se logra calentando el acero a temperaturas comprendidas entre 400 y 525 °C dentro de una corriente de gas amoníaco más nitrógeno.
- Cianuración (C+N): Endurecimiento superficial de pequeñas piezas de acero. Se utilizan baños con cianuro, carbonato y cianato sódico. Se aplican temperaturas entre 760 y 950 °C.
- Carbonitruración (C+N): Al igual que la cianuración, introduce carbono y nitrógeno en una capa superficial, pero con hidrocarburos como metano, etano o propano; amoníaco (NH3) y monóxido de carbono (CO). En el proceso se requieren temperaturas de 650 a 850 °C y es necesario realizar un temple y un revenido posterior.
- Sulfinización (S+N+C): Aumenta la resistencia al desgaste por acción del azufre. El azufre se incorpora al metal por calentamiento a baja temperatura (565 °C) en un baño de sales.

## Ejemplos de tratamientos

### Endurecimiento del acero
El proceso de endurecimiento del acero consiste en el calentamiento del metal de manera uniforme a la temperatura correcta (ver figura de temperaturas para endurecido de metales) y luego enfriarlo con agua, aceite, aire o en una cámara refrigerada. El endurecimiento produce una estructura granular fina que aumenta la resistencia a la tracción (tensión) y disminuye la ductilidad.
El acero al carbono para herramientas se puede endurecer al calentarse hasta su temperatura crítica, la cual se adquiere aproximadamente entre los 790 y 830 °C, lo cual se identifica cuando el metal adquiere el color rojo cereza brillante. Cuando se calienta el acero, la perlita se combina con la ferrita, lo que produce una estructura de grano fino llamada austenita. Cuando se enfría la austenita de manera brusca con agua, aceite o aire, se transforma en martensita, material que es muy duro y frágil.

### Tratamiento térmico de las aleaciones de aluminio
Los tratamientos térmicos básicos de mejora de propiedades de las aleaciones de aluminio son los tratamientos de precipitación. Constan de las etapas de puesta en solución, temple y maduración o envejecimiento. También se realizan tratamientos de recocido.

### Designación de los estados metalúrgicos del aluminio
‘T’ – Tratamiento térmico (esto es, para aleaciones endurecidas por maduración o envejecimiento) la «T» estará siempre seguida por uno o más dígitos.
F - Estado bruto para la implementación de necesidades avanzadas de la fabricaron
T1 - Enfriado desde una alta temperatura durante el proceso de conformación y envejecido naturalmente.
T2 - Enfriado desde una alta temperatura durante el proceso de conformación, trabajado en frío y envejecido naturalmente.
T3 - Tratamiento térmico de solución, trabajado en frío y envejecido naturalmente.
T4 - Tratamiento térmico de solución y envejecido naturalmente.
T5 - Enfriado desde una alta temperatura durante el proceso de conformación y envejecido artificialmente.
T6 - Tratamiento térmico de solución y luego envejecido artificialmente.
T7 - Tratamiento térmico de solución y luego envejecido artificialmente.
T8 - Tratamiento térmico de solución, trabajado en frío y envejecido artificialmente.
T9 - Tratamiento térmico de solución, envejecido artificialmente y trabajado en frío.
| Color        | °C  | Tipos de aceros                     |
| ------------ | --- | ----------------------------------- |
| Paja claro   | 220 | Herramientas como brocas, machuelos |
| Paja mediano | 240 | Punzones dados y fresas             |
| Paja oscuro  | 255 |                                     |
| Morado       | 270 | Árboles y cinceles para madera      |
| Azul oscuro  | 300 | Cuchillos y cinceles para acero     |
| Azul claro   | 320 | Destornilladores y resortes         |

### Recocido
El recocido es el tratamiento térmico que, en general, tiene como finalidad principal el ablandar el acero u otros metales, regenerar la estructura de aceros sobrecalentados o simplemente eliminar las tensiones internas que siguen a un trabajo en frío. (Enfriamiento en el horno). Esto es, eliminar los esfuerzos residuales producidos durante el trabajo en frío sin afectar las propiedades mecánicas de la pieza finalizada, o puede utilizarse el recocido para eliminar por completo el endurecimiento por deformación. En este caso, la parte final es blanda y dúctil pero sigue teniendo un acabado de superficie y precisión dimensional buenos. Después del recocido, se puede realizar un trabajo en frío adicional dado que la ductilidad se restaura; al combinar ciclos de repetición de trabajo en frío y recocido, pueden alcanzarse deformaciones totales grandes.
El término «recocido» también se utiliza para describir otros tratamientos térmicos. Por ejemplo, los vidrios pueden tratarse de manera térmica o recocerse para eliminar los esfuerzos residuales presentes en el mismo. Los hierros y aceros pueden recocerse para maximizar sus propiedades, en este caso la ductilidad, aun cuando no se haya trabajado con el material en frío.
Existen tres etapas consideradas como las más importantes en el proceso de recocido:

#### Recuperación
La microestructura original trabajada a bajas temperaturas está compuesta de granos que se encuentran deformados que contienen un gran número de dislocaciones entrelazadas unas con otras. Cuando se calienta primero el metal, la energía térmica adicional permite que las dislocaciones se muevan y formen los límites de una estructura subgranular poligonizada. Lo anterior significa que, conforme el material se va calentando, las dislocaciones van desapareciendo y a su vez los granos toman mayor tamaño. Sin embargo, la densidad de las dislocaciones permanece virtualmente sin cambiar. Este tratamiento a temperatura baja elimina los esfuerzos residuales debidos al trabajo en frío, sin ocasionar un cambio en la densidad de las dislocaciones, y se le llama recuperación.
Las propiedades mecánicas del metal permanecen relativamente sin cambio alguno, ya que no se reduce el número total de dislocaciones que se presentan durante esta etapa. Dado que se reducen o incluso se eliminan los esfuerzos residuales cuando se reacomodan las dislocaciones, a la recuperación con frecuencia suele denominársele recocido de alivio de esfuerzos. Además, la recuperación restaura la elevada conductividad eléctrica del material, lo que permitiría fabricar alambres que podrían usarse para transmitir energía eléctrica, porque, además serían altamente resistentes. Por último, la recuperación frecuentemente agiliza la resistencia a la corrosión de los materiales.

#### Recristalización
Cuando se somete a muy altas temperaturas un metal trabajado en frío previamente, la recuperación rápida elimina los esfuerzos residuales y produce la estructura de las dislocaciones poligonizadas. Durante este instante ocurre la formación de núcleos de pequeños granos en los límites de las celdas de la estructura poligonizada, eliminando la mayoría de las dislocaciones. Debido a que el número de dislocaciones se reduce en gran escala, el metal recristalizado tiene una resistencia baja pero una gran ductilidad. Se denomina como temperatura de recristalización a la temperatura a la cual aparece una microestructura de granos nuevos que tienen pocas dislocaciones. Recristalización es el proceso durante el cual se forman granos nuevos a través del tratamiento térmico a un material trabajado en frío. La temperatura de recristalización depende de varias variables, por lo tanto no es una temperatura fija.

#### Crecimiento de granos
Cuando las temperaturas aplicadas en el recocido son muy altas, las etapas de recuperación y de recristalización ocurren de una forma más rápida, produciéndose así una estructura de granos más fina. Si la temperatura es lo bastante alta, los granos comienzan a crecer, con granos favorecidos que eliminan a los granos que son más pequeños. Este fenómeno, al cual se le puede denominar como crecimiento de granos, se lleva a cabo por medio de la reducción en el área de los límites de los granos. En la mayoría de los materiales ocurrirá el crecimiento de grano si se mantienen a una temperatura lo suficientemente alta, lo cual no se encuentra relacionado con el trabajo en frío. Esto quiere decir que la recristalización o la recuperación no son indispensables para que los granos puedan crecer dentro de la estructura de los materiales.
Los materiales cerámicos que presentan un endurecimiento casi nulo muestran una cantidad considerable de crecimiento de granos. Asimismo, puede ocurrir un crecimiento anormal de granos en algunos materiales como resultado de una formación de fase líquida.

#### Recocido de homogeneización
En el recocido de homogeneización, propio de los aceros hipoeutectoides, la temperatura de calentamiento es la correspondiente a A3+200 °C sin llegar en ningún caso a la curva de sólidos, realizándose en el propio horno el posterior enfriamiento lento, siendo su objetivo principal eliminar las heterogeneidades producidas durante la solidificación.

#### Recocido de regeneración
También llamado normalizado, tiene como función regenerar la estructura del material producido por temple o forja. Se aplica generalmente a los aceros con más del 0,6 % de C, mientras que a los aceros con menor porcentaje de C solo se les aplica para finar y ordenar su estructura.
Ejemplo
Después de un laminado en frío, donde el grano queda alargado y sometido a tensiones, dicho tratamiento devuelve la microestructura a su estado inicial.

#### Recocido de globulización
Por lo general se desea obtener globulización en piezas como placas delgadas que deben tener alta embutición y baja dureza.
Los valores más altos de embutición por lo general están asociados con la microestructura globulizada que solo se obtiene en un rango entre los 650 y 700 °C. Temperaturas por encima de la crítica producen formación de austenita que durante el enfriamiento genera perlita, ocasionando un aumento en la dureza no deseado.
Por lo general piezas como las placas para botas de protección deben estar globulizadas para así obtener los dobleces necesarios para su uso y evitar rompimiento o agrietamiento. Finalmente son templadas para garantizar la dureza.
Es usado para los aceros hipereutectoides, es decir con un porcentaje mayor al 0,89 % de C, para conseguir la menor dureza posible que en cualquier otro tratamiento, mejorando la maquinabilidad de la pieza. La temperatura de recocido está entre AC3 y AC1.

##### Ejemplo
El ablandamiento de aceros aleados para herramientas de más de 0,8% de C.

#### Recocido de subcrítico
Para un acero al carbono hipoeutectoide:
La microestructura obtenida en este tratamiento varía según la temperatura de recocido. Por lo general, las que no excedan los 600 °C liberarán tensiones en el material y ocasionaran algún crecimiento de grano (si el material previamente no fue templado). Generalmente mostrando Ferrita-Perlita. Por encima de los 600 y bajo los 723 se habla de recocido de globulización puesto que no sobrepasa la temperatura crítica. En este caso no hay grano de perlita, los carburos se esferoidizan y la matriz es totalmente ferrítica.
Se usa para aceros de forja o de laminación, para lo cual se usa una temperatura de recocido inferior a AC1, pero muy cercana. Mediante este procedimiento se destruyen las tensiones internas producidas por su moldeo y mecanización. Comúnmente es usado para aceros aleados de gran resistencia, al Cr-Ni, Cr-Mo, etc. Este procedimiento es mucho más rápido y sencillo que los antes mencionados, su enfriamiento es lento.

### Endurecimiento superficial
El endurecimiento superficial es el proceso de endurecimiento de la superficie de un objeto metálico mientras permite que el metal más profundo permanezca blando, formando así una capa delgada de metal duro en la superficie resistente al desgaste, pero manteniendo un núcleo blando de tal forma que puede absorber las tensiones sin grietas.
| Tratamiento      | Medio                   | Temperatura  | Espesor | Dureza |
| ---------------- | ----------------------- | ------------ | ------- | ------ |
| Cementación      | Carbón sólido           | Austenítica  | Mayor   | Menor  |
| Carbonitruración | Gas (metano + amoníaco) | Austenítica  | Mayor   | Menor  |
| Cianuración      | Baño de sales           | Austenítica  | Menor   | Mayor  |
| Nitruración      | Gas                     | 500 a 560 °C | Menor   | Mayor  |

#### Cementado
También conocido como carburizado, consiste en el endurecimiento de la superficie externa del acero al bajo carbono, quedando el núcleo blando y dúctil. Como el carbono es el que genera la dureza en los aceros, el método de cementado tiene la posibilidad de aumentar la cantidad de éste en los aceros de bajo contenido de carbono antes de ser endurecido. El carbono se agrega al calentar al acero a su temperatura crítica mientras se encuentra en contacto con un material carbonoso. Los tres métodos de cementación más comunes son: empacado para carburación, baño líquido y gas.

##### Carburización por empaquetado
Este procedimiento consiste en meter al material de acero con bajo contenido carbónico en una caja cerrada con material carbónico y calentarlo hasta 900 a 927 °C durante 4 a 6 horas. En este tiempo el carbono que se encuentra en la caja penetra a la superficie de la pieza a endurecer. Cuanto más tiempo se deje a la pieza en la caja con carbono de mayor profundidad será la capa dura. Una vez caliente la pieza a endurecer a la temperatura adecuada se enfría rápidamente en agua o salmuera. Para evitar deformaciones y disminuir la tensión superficial se recomienda dejar enfriar la pieza en la caja para posteriormente sacarla y volverla a calentar entre 800 y 845 °C (rojo cereza) y proceder al enfriamiento por inmersión. La capa endurecida más utilizada tiene un espesor de 0,38 mm, sin embargo se pueden tener espesores de hasta 0,4 mm.

##### Carburización en baño líquido
El acero a cementar se sumerge en un baño de cianuro de sodio líquido. También se puede utilizar cianuro de potasio pero sus vapores son muy peligrosos. Se mantiene la temperatura a 845 °C durante 15 minutos a 1 hora, según la profundidad que se requiera. A esta temperatura el acero absorberá el carbono y el nitrógeno del cianuro. Después se debe enfriar con rapidez al acero en agua o salmuera. Con este procedimiento se logran capas con espesores de 0,75 mm.

##### Carburización con gas
En este procedimiento se utilizan gases carburizantes para la cementación. La pieza de acero con bajo contenido carbónico se coloca en un tambor al que se introduce gas para carburizar como derivados de los hidrocarburos o gas natural. El procedimiento consiste en mantener al horno, el gas y la pieza entre 900 y 927 °C. después de un tiempo predeterminado se corta el gas carburizante y se deja enfriar el horno. Luego se saca la pieza y se recalienta a 760 °C y se enfría con rapidez en agua o salmuera. Con este procedimiento se logran piezas cuya capa dura tiene un espesor hasta de 0,6 mm, pero por lo regular no exceden de 0,7 mm.

#### Carbonitrurado, cianurado y nitrurado
Existen varios procedimientos de endurecimiento superficial con la utilización del nitrógeno (nitruración) y cianuro (cianuración) a los que por lo regular se les conoce como carbonitrurado o cianurado. En todos estos procesos con ayuda de las sales del cianuro y del amoníaco se logran superficies duras como en los métodos anteriores.